# Boire et Déboires (film, 1940)
Pour les articles homonymes, voir Boire et Déboires (homonymie).
Pour plus de détails, voir Fiche technique et Distribution.
Boire et Déboires (The Villain Still Pursued Her) est un film américain réalisé par Edward F. Cline, sorti en 1940. C'est une parodie de plusieurs mélodrames, principalement de The Drunkard, une pièce de tempérance datant de 1844.

## Synopsis
Charitable, M. Middleton se refusait à expulser la veuve Wilson et sa fille Mary de la maison qu'elles lui louaient bien qu'elles ne fussent pas en mesure d'acquitter intégralement le montant du loyer. Mais à son décès, l'avocat Cribbs va trouver les deux femmes en prétendant que le fils et héritier du défunt, Edward Middleton, va mettre en vente la maison qu'elles occupent, et qu'elles doivent chercher d'urgence un nouveau logement. Cependant, Mary va découvrir qu'Edward est aussi généreux que son défunt père, et qu'il n'a jamais voulu l'expulser, ainsi que sa mère. Elle va même tomber amoureuse d'Edward, et l'épouser. Cribbs décide alors de se venger en faisant sombrer Edward dans l'alcoolisme...

## Fiche technique
- Titre : Boire et Déboires[1]
- Titre original : The Villain Still Pursued Her
- Réalisation : Edward F. Cline
- Scénario : Elbert Franklin et Ethel La Blanche
- Photographie : Lucien Ballard
- Montage : Arthur Hilton
- Pays d'origine :  États-Unis
- Format : noir et blanc — 35 mm — 1,37:1 — son mono
- Genre : comédie
- Durée : 66 minutes
- Dates de sortie :
  - États-Unis : 11 octobre 1940

## Distribution
- Billy Gilbert : Maître de cérémonie
- Anita Louise : Mary Wilson
- Margaret Hamilton : Mme Wilson
- Alan Mowbray : Silas Cribbs
- Richard Cromwell : Edward Middleton
- Joyce Compton : Hazel Dalton
- Buster Keaton : William Dalton
- Hugh Herbert : Frederick Healy
- Charles Judels : Mr Dubois